# Pseudoacrographinotus simplex
Genre
Espèce
Pseudoacrographinotus simplex, unique représentant du genre Pseudoacrographinotus, est une espèce d'opilions laniatores de la famille des Gonyleptidae.

## Distribution
Cette espèce est endémique du Paraná au Brésil. Elle se rencontre vers Morretes.

## Description
La femelle holotype mesure 5,5 mm.

## Publication originale
- Soares, 1966 : « Novos opiliões da coleção "Otto Schubart" (Opiliones: Cosmetidae, Gonyleptidae, Phalangodidae). » Papeis Avulsos do Departamento de Zoologia, vol. 18, p. 103–115.